# 商業罪案調查科
商業罪案調查科（簡稱商罪科；英文：Commercial Crime Bureau，縮寫：CCB）於1947年成立，隸屬於香港警務處刑事及保安處刑事部，主要責任為調查嚴重及複雜的商業罪案，包括偽鈔、假幣、信用卡、票據、旅遊及身份證明文件等罪案。商業罪案調查科設有索引系統，根據國際刑警組織標準在香港發現的偽鈔分類及登記。美國等國家均將商業罪案調查科作為調查可疑鈔票的藉據部門，亞太區警察及金融業機構經常邀請商業罪案調查科遠赴海外擔任授課主管以及派員來訪香港接受訓練。

## 組織
- 商業罪案調查科，由一名總警司出任主管，由兩名高級警司出任副主管。部份人員曾經為會計師及於投資銀行任職。
  - 訛騙案調查組（英文：Fraud Division）
    - 訛騙案調查組（A組）：由一名警司領導。
      - 訛騙案調查組1：由一名總督察領導。
      - 訛騙案調查組2：由一名總督察領導。
      - 訛騙案調查組3：由一名總督察領導。

    - 訛騙案調查組（B組）：由一名警司領導。
      - 訛騙案調查組8：由一名總督察領導。
      - 訛騙案調查組9：由一名總督察領導。
      - 訛騙案調查組10：由一名總督察領導。

  - 偽鈔、偽造文件及支援組（英文：Counterfeit, Forgery & Support Division，C組）於1997年成立，負責查驗可疑鈔票、信用卡及其他相關的保安文件。由一名警司領導。
    - 偽鈔及偽造文件組1：由一名總督察領導。
    - 偽鈔及偽造文件組2：由一名總督察領導。
    - 支援：由一名總督察領導。

  - 情報組（英文：Intelligence Division，D組）：由一名警司領導。
    - 情報1：由一名總督察領導。
    - 情報2：由一名總督察領導。
    - 專家及支援：由一名總督察領導。

  - 翻譯組：一名一級法定語文主任及一名二級法定語文主任（翻譯一般文件）；另有兩名警察高級翻譯主任及多名警察一級翻譯主任（翻譯案情文件）。
  - 行政組：由一名行政主任領導。

### 歷任主管
- 黃福全總警司
- 陳耀國總警司
- 盧奕基總警司
- 吳世權總警司
- 鍾兆揚總警司（？至2014年）
- 黃英偉總警司（2014年至2017年11月）
- 曾正科總警司（2017年12月至2019年3月）
- 黃志光總警司 （2019年3月至2023年2月）
- 游健雄總警司 （2023年3月至2025年2月)
- 黃震宇總警司 （2025年3月至今)

## 歷史

### 商業罪案調查科成立
商業罪案調查科於1947年成立，成立時只有兩名督察、一名警長和兩名警員。

### 電腦罪案組成立
踏進1990年代，互聯網及電子郵件使用日漸普及，創造了無地域界限的電子領域，促進工商業發展之餘，亦為不法之徒提供前所未有的犯罪工具和環境。為了有效力地防止不非份子利用電腦犯罪以及提升偵查電腦罪案的能力及水平，電腦罪案組於1993年成立。

### 科技罪案組成立
隨著資訊科技發展一日千里，商業及金融服務業越趨全球化，科技罪案數量直線上升，於1998年至2000年年間，在香港的科技罪案升幅達10倍。商業罪案調查科於2001年6月將電腦罪案組的編制擴充，同時擴充科技資源及改革成立科技罪案組，以加強打擊由此引發的科技罪行；又與香港專上學院（包括香港科技大學）合作舉辦訓練計劃，令到人員在電腦法證及起回數碼證據方面提升專業水平。同年9月6日，科技罪案組位於於香港警察總部警政大樓的電腦法證檢驗室（英文：Computer Forensics Laboratory）啟用。
踏進2010年代，香港科技罪案數字不斷上升，而且愈趨複雜。於2011年，科技罪案組接獲2,206宗罪案，涉及損失金額達1億4千8百萬港元，每月所需要檢驗的電腦數據達36太位元組。同年，更有黑客攻擊香港交易所網站，導致逾7間股票及窩輪牛熊證停牌。於2012年，科技罪案組接獲3,015宗罪案，涉及損失金額達3億4千萬港元，包括發生金銀業貿易場轄下交易商去年亦遭到黑客攻擊及勒索。有見及此，警務處於2013年3月落實計劃將科技罪案組升格、獨立成科，編制倍增，以應付及處理黑客入侵商業機構等嚴重科技罪案。警務處就此計劃向保安局申請，預計於兩年內落實。
2011年6月2日，商業罪案調查科連續3年獲得威士國際組織所頒發的卓越執法獎。
2012年，商業罪案調查科在一宗嚴重證券詐騙案中共拘捕兩名公司董事，涉嫌在未獲授權下出售逾500名客戶股票，價值約5,350萬港元。此外，商業罪案調查科堵截了4個企圖利用載有海外資料的偽造付款卡來提取款項的犯罪集團入境犯案，瓦解了一個境內的偽造付款卡的犯罪組織，共拘捕兩人，並且檢獲8,974張偽造付款卡。
2013年1月15日，商業罪案調查科和國際刑警組織曼谷聯絡辦事處（曼谷聯絡處）假香港警察總部合作舉辦為期兩日的國際刑警組織反跨國金融罪行計劃工作小組第一次會議，由香港警務處助理處長（刑事）羅夢熊主持開幕儀式，會議討論焦點是透過互聯網干犯的金融罪案、手提電話和電話騙案，以及墊支款項騙案。與會者包括來自中國大陸、澳門、新加坡、日本、蒙古、印度、斯里蘭卡及菲律賓等12個國家及地區的執法機關代表。同年6月，商業罪案調查科聯同中國公安及澳門司法警察局採取行動，瓦解了一個偽造信用卡跨國集團，共拘捕19人，並且搗破了兩個位於中國大陸的偽造信用卡製造工場及撿獲2,360張偽造信用卡。同年9月，商業罪案調查科和法國國家警察假香港警察總部合辦網上罪行無疆界會議，以集合歐洲及亞太區的專業知識應用於全世界；來自19個國家及地區的執法機關、檢控部門、科技及電訊專家與會討論各地的網絡罪行所帶來的挑戰及清洗罪犯得益等等議題。

### 科技罪案組獨立
至2015年1月1日，網絡安全及科技罪案調查科成立，原來隸屬於商業罪案調查科的科技罪案組及其轄下的網絡安全中心被撥歸其下，並且進行重組、擴充。

## 遴選訓練
投考加入商業罪案調查科的人員必須心思縝密、無懼挑戰以及能夠承受沉重精神壓力，持有商學（包括經濟學及會計學等等）及法律學等相關學位以及工作背景均有優勢。

### 商業罪案調查課程
投考加入商業罪案調查科後的人員需要接受商業罪案調查課程（英文：Commercial Crime Investigation Course，縮寫：CCIC），員佐級為期5日、督察級為期兩週（於1987年起每年為督察級人員舉辦。），由警務處專家和在外間獲得認可的專業人士（包括律政司、法證會計師和香港交易所等等）共同授課，內容包括調查技巧、相關法例、相關警務程序、銀行和金融服務業及政策等。除了香港警務人員參與，亦包括中國公安部、澳門司法警察局、新加坡警察部隊、澳大利亞聯邦警察和肯尼亞等地的警察機關、律政司和勞工處等政府機關，以及律政司、勞工處及證券及期貨監察事務委員會等皆會派遣人員參與。

## 裝備

### 武器
- 胡椒噴霧
- 伸縮警棍

### 槍械
- SIG P250 DCc半自動手槍
- 曲特刑偵特裝型左輪手槍（已退役）
  - 於1990年代改用中空子彈和將槍柄轉成為橡膠槍柄。

## 大事記
- 海外信託銀行
- 航天控股
- 聯洲國際
- 東大照明
- 龔如心遺產爭奪事件[36]
- 中信泰富
- 東亞銀行
- 陳振聰[37]
- 楊家誠
- 星級假期

## 著名科員
- 畢耀明，首批偽鈔鑑別專家之一；現任北京泛美國際航空學校校長、前政府飛行服務隊總監。
- 余社長，偽鈔鑑別專家之一，1989年至2008年服務偽鈔、偽造文件及支援組，曾協助搗破超級美鈔案。

## 公罪聯繫

### 撲滅科技罪案大使計劃工作坊
《撲滅科技罪案大使計劃》工作坊的舉辦有助於推動社群參與打擊科技罪案，計劃於2011年3月完成，逾300名來自10個青年組織（少年警訊、香港航空青年團、香港基督少年軍、香港基督女少年軍、香港女童軍總會、香港交通安全隊、香港童軍總會、香港海事青年團、香港聖約翰救傷隊及香港少年領袖團）的參加者獲得委任為撲滅科技罪案大使，負責向青年人及在社區宣揚防止科技罪案信息。

## 以商業罪案調查科為題材的作品
商業罪案調查科角色一直有在電影及電視劇中亮相，包括《笑看風雲》（1994年）及《竊聽風雲》（2009年）等等。

### 電視劇
- 《笑看風雲》（1994年）
- 《追魂交易》（2003年）
- 《點金勝手》（2014年）

### 電影
- 《竊聽風雲》（2009年）
- 《Z風暴》（2014年）